# Juan Aimar
Juan Marcelo Aimar (La Playosa, Argentina; 26 de octubre de 1988) es un futbolista argentino que juega de medio centro ofensivo en el Alianza de Carrilobo de la Liga de San Fransisco.

## Clubes
| Club                   | País        | Año         | Part. | Goles | Prom. |
| ---------------------- | ----------- | ----------- | ----- | ----- | ----- |
| Alumni                 | Argentina   | 2008 - 2012 | 132   | 14    |       |
| Barranquilla           | Colombia    | 2013        | 36    | 4     |       |
| Cartagena              | Colombia    | 2014        | 13    | 0     |       |
| Mitre                  | Argentina   | 2014 - 2016 | 11    | 0     |       |
| FAS                    | El Salvador | 2016        | 11    | 3     |       |
| Royal Pari Fútbol Club | Bolivia     | 2017        | 17    | 3     |       |
| FAS                    | El Salvador | 2018 - 2019 | 67    | 11    |       |
| Total                  |             | 2008 - 2019 | 287   | 35    |       |